# Balbagathis trispica
Balbagathis trispica és una espècie d'insecte dípter pertanyent a la família dels psicòdids.

## Descripció
- El mascle fa entre 1,21-1,25 mm de llargària a les antenes, mentre que les ales li mesuren 1,75-2 de longitud i 0,67-0,75 d'amplada.
- La femella no ha estat encara descrita.[3]

## Distribució geogràfica
Es troba a Sud-amèrica: Veneçuela.